# El Pilar (ganadería)
El Pilar es una ganadería brava española fundada en 1987 por su actual propietario y ganadero, D. Moisés Fraile Martín. Este la adquirió ese mismo año a Antonio Pérez-Tabernero Montalvo, cuando se separó de la ganadería que había adquirido en 1973 junto a su hermano Juan Luis Fraile Martín. Las reses pastan en la finca “Puerto de la Calderilla” en el término municipal de Tamames, en la comarca del Campo Charro de la provincia de Salamanca; está inscrita en la Unión de Criadores de Toros de Lidia.

## Historia de la ganadería
En 1948, el ganadero Alicio Cobaleda Marcos divide su ganadería y una parte se la entrega a su hija Eusebia Cobaleda Gajate, esposa de Bernardino García Fonseca, que eligió para anunciar la ganadería denominarla Castraz de Yeltes; en 1980 se la cede a su hijo José Luis García Cobaleda, renombrándola y aumentándola con un lote de hembras adquiridas a su padre Bernardino García Fonseca. La tendrá en propiedad durante seis años, cuando es adquirida por Antonio Pérez-Tabernero Montalvo, renombrándola nuevamente y anunciándola como La Rivera.
Moisés Fraile adquiere la ganadería en 1987 junto a su hija María del Pilar Fraile Gómez, eliminan todo el ganado de Alicio Cobaleda (procedente de Santa Coloma) e introducen vacas y sementales procedentes de Aldeanueva con origen Juan Pedro Domecq adquiridos a Domingo Matías Bernardos, formando de esta manera la ganadería de El Pilar.

## Características
La ganadería está formada con toros y vacas de Encaste Juan Pedro Domecq procedentes de Aldeanueva. Atienden en sus características zootécnicas a las que recoge como propias de este encaste el Ministerio del Interior:
- Toros elipométricos y eumétricos, más bien brevilíneos con perfiles rectos o subconvexos, con una línea dorso-lumbar recta o ligeramente ensillada; y la grupa, con frecuencia, angulosa y poco desarrollada y las extremidades cortas, sobre todo las manos, de radios óseos finos.
- Bajos de agujas, finos de piel y de proporciones armónicas, bien encornados, con desarrollo medio, y astifinos, pudiendo presentar encornaduras en gancho. El cuello es largo y descolgado, el morrillo bien desarrollado y la papada tiene un grado de desarrollo discreto.
- Sus pintas son negras, coloradas, castañas, tostadas y, ocasionalmente, jaboneras y ensabanadas, estas últimas por influencia de la casta Vazqueña. Entre los accidentales destaca la presencia del listón, chorreado, jirón, salpicado, burraco, gargantillo, ojo de perdiz, bociblanco y albardado, entre otros.

### Toros célebres
| Toro         | Capa            | Número | Peso | Fecha      | Plaza de toros             | Torero         | Reconocimiento |
| ------------ | --------------- | ------ | ---- | ---------- | -------------------------- | -------------- | -------------- |
| Mediolonillo | Negro           | -      | -    | 1999-06-24 | Plaza de toros de Alicante | Espartaco      | Indulto        |
| Dudito       | Castaño         | 155    | 535  | 2021-08-25 | Peñaranda de Bracamonte    | El Cid         | Indulto        |
| Alambito     | Negro           | 51     | -    | 2019-09-8  | Plaza de toros de Parla    | Román          | Indulto        |
| Alambrisco   | Negro salpicado | 134    | 537  | 2021-05-31 | Plaza de toros de Tobarra  | Joaquín Galdós | Indulto        |
| Fuentes:     |                 |        |      |            |                            |                |                |

## Sanfermines

### 1997
Los toros del Pilar debutaron en los Sanfermines el 14 de julio de 1997, dos días después de suspenderse las fiestas en repulsa por el asesinato de Miguel Ángel Blanco; fue la cuarta vez en la historia que se suspendieron los Sanfermines. En el encierro, los toros protagonizaron una carrera peligrosa que duró 3 minutos y 20 segundos, dejando un herido por asta de toro.

### 2010
Este año corrieron por segunda vez el encierro de Pamplona, con un encierro rápido que duró 2 minutos y 13 segundos; dejaron un herido por asta de toro. Fueron lidiados esa tarde por El Cid, El Fandi y Miguel Tendero.

### 2011
En el 2011 corrieron el encierro por tercera vez y la segunda el día 13 de julio, con una duración rápida de 2 minutos y 11 segundos. Destacar también que fue una carrera peligrosa, por el hecho de que un toro se adelantó en Estafeta y corrió solo el encierro hasta llegar a la plaza. La corrida de la tarde fue estoqueada por El Cid, El Fandi y Daniel Luque.

### 2012
De nuevo, los toros del Pilar protagonizaron un encierro rápido y limpio, con una duración de 2 minutos y 22 segundos; no dejaron ningún herido por asta. Los matadores encargados de lidiarlos por la tarde fueron Matías Tejela, Iván Fandiño y David Mora.

### 2013
El encierro de este año fue peligroso y accidentado, con tres heridos por asta y un toro que quedó rezagado; protagonizó momentos de tensión, corneando a un mozo en Estafeta durante varios segundos hasta que fue separado por otros corredores. La corrida fue lidiada por Juan José Padilla, El Juli y Saúl Jiménez Fortes.

## Moisés Fraile

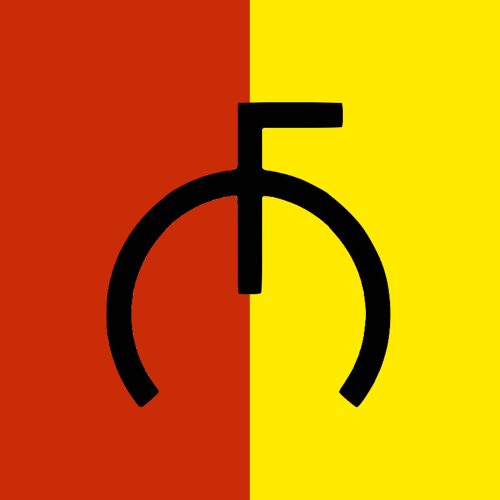
Hierro y divisa de la ganadería Moisés Fraile, también propiedad del Pilar.

Después de separarse de su hermano Lorenzo y formar El Pilar, a Moisés Fraile le correspondió una parte de reses de procedencia Atanasio-Lisardo; con esta parte y otra más adquirida al Puerto de San Lorenzo, forma el hierro Moisés Fraile, de encaste Atanasio Fernández. Las reses pastan, al igual que El Pilar, en la finca del “Puerto de la Calderilla”; también está inscrita en la Unión de Criadores de Toros de Lidia.

## Premios y reconocimientos
- 2010:
  - Trofeo “Ganadería Estrella” de la Fundación Cruzcampo por ser la ganadería triunfadora de la Feria de Abril del año 2010.[36]
  - XXXV Trofeo “Toro de Oro” de la feria de Salamanca por el toro Imposible, lidiado el 14 de septiembre por Manuel Jesús “El Cid”.[37]
- 2012:
  - II Trofeo a la Mejor ganadería de los encierros de San Fermín 2012, otorgado por el museo del Encierro de Pamplona.[38]
  - Premio al toro más jugoso de los Sanfermines 2012 por el toro Campanero, otorgado por la sociedad gastronómica Gazteluleku de Pamplona.[39]
- 2015: Premio al “Mejor toro de la feria de Abril de 2014” del Colegio de Veterinarios de Sevilla por el toro Niñito, lidiado en la Maestranza en abril de 2014 por David Mora.[40]
- 2019: Premio al “Toro más completo de la Feria de Valladolid” del Colegio de Veterinarios por el toro Deslumbrante, lidiado por López Simón la tarde del 14 de septiembre, al que le cortó una oreja.[41]